# Willy Lindwer
Willy Lindwer (n. 18 martie 1946, Amsterdam, Țările de Jos) este un scenarist, regizor și producător neerlandez de filme documentare. El este cel mai bine cunoscut pentru filmele sale cu privire la Holocaust, Israel și Orientul Mijlociu, iudaism și creștinism, dar are experiență într-un domeniu larg al filmului documentar.

## Biografie
Wolf (Willy) Lindwer s-a născut în Amsterdam, Țările de Jos, în 1946. Părinții lui au fugit de antisemitismul din Polonia și Ucraina în anii 1930 și s-au stabilit în Amsterdam. Ei au fost printre cei 10% din evreii din Țările de Jos care au supraviețuit Holocaustului. Willy a absolvit Academia Neerlandeză de Film și Televiziune în 1971. După absolvirea studiilor, el a lucrat timp de mulți ani pentru Televiziunea Publică Olandeză. . În 1985 și-a înființat propria companie, AVA-Productions, în cadrul căreia și-a produs cele mai multe dintre filmele sale. În prezent, el conduce, de asemenea, o corporație israeliană, Terra Film Productions din Ierusalim. Companiile sale produc filme documentare internaționale și coproduc spectacole de televiziune de înaltă calitate. Documentarele lui Willy Lindwer sunt distribuite în întreaga lume, inclusiv în Europa și SUA. 
Condus de o pasiune pentru istorie orală și de interesul pentru explorarea greutăților umane, el a călătorit în întreaga lume, producând serii extrem de apreciate de filme documentare despre Europa, Africa și Orientul Îndepărtat. Lansarea internațională a lui Willy Lindwer a avut loc în 1988, când a obținut cel mai înalt premiu TV, Premiul Internațional Emmy pentru documentarul The Last Seven Months of Anne Frank. Acest film conține mărturiile a șapte femei care au fost martorii ultimelor luni de viață ale Annei Frank în lagărele de concentrare naziste, inclusiv Hanneli Goslar, o fostă vecină a familiei Frank; Bloeme Evers-Emden, o colegă de clasă a lui Margot; și Janny Brilleslijper care a îngropat-o la Bergen-Belsen.
În 1993 a câștigat Premiul de Stat al Țărilor de Jos pentru producție de film, Marele Premiu al Industriei de Film Neerlandeze la categoria cel mai bun documentar pentru un alt documentar major despre Holocaust: Child in Two Worlds, povestea unor evrei orfani de război.
Willy Lindwer a produs, de asemenea, documentarul extrem de apreciat The Lonely Struggle: Marek Edelman, Last Hero of the 1943 Warsaw Ghetto Uprising. Potrivit mai multor recenzii de presă măgulitoare, publicul neerlandez a fost la fel de impresionat de filmul său din 1990 și de cartea Camp of Hope and Despair, Witnesses of Westerbork, 1939-1945. Filmul Simon Wiesenthal: Freedom is Not a Gift from Heaven a fost propunerea Țărilor de Jos pentru Premiul Internațional Emmy Award pentru cel mai bun documentar în 1994. Lungmetrajul Yitzhak Rabin: Warrior-Peacemaker a obținut în 1998 Premiul Finalist la Festivalul de Film și Televiziune de la New York. Filmul său Goodbye, Holland (2004) a fost prezentat în trei ani consecutivi la televiziunea israeliană.
Pe 29 aprilie 2010 a fost decorat cu Ordinului de Orania-Nassau în grad de Ofițer de către regina Țărilor de Jos în semn de recunoaștere a activității sale cinematografice desfășurate în Țările de Jos.
Willy Lindwer a publicat, de asemenea, mai multe cărți, dintre care unele sunt bazate pe filmele pe care le-a făcut. Cea mai cunoscută carte pe care a scris-o este The Last Seven Months of Anne Frank, tradusă în limba engleză de Alison Meersschaert.

## Filmografie
Printre filmele realizate de el se numără:
- Rebelse Stad / Rebellious City, Amsterdam in the 19-sixties and the Provo movement (2015)
- Lonely but not alone The story of a rebellion, Rabbi Nathan Lopes Cardozo (2015)
- Manja, a life behind invisible bars (2013)
- Remembering a Murdered Child (2012)
- Anna’s Silent Struggle (2009)
- Mr. Israel, The Shimon Peres Story (2008)
- Africa goes Digital The building of an information society (2005)
- Goodbye Holland (2004)
- The Temple Mount is Mine, two-part documentary (2003)
- Messengers Without an Audience, with Jan Karski (2002)
- Cameroon: Working on Credit (2002)
- D’vekut: Hasidism and Jewish Mysticism in Israel, a Personal Journey (2000)
- Stuart Eizentat: The Nazi Gold Reports (1998)
- Yitzhak Rabin: Warrior-Peacemaker (1998)
- The Return, three-part series about 100 Years Zionism and 50 years Israel (1998)
- Jerusalem: Between Heaven and Earth, a three-part series (1995)
- The Fatal Dilemma, The Jewish Council of Amsterdam (1995)
- Simon Wiesenthal: Freedom is Not a Gift from Heaven (1994)
- Teddy Kollek: From Vienna to Jerusalem (1993)
- Child in Two Worlds (1993) Golden Calf Best Dutch Documentary
- Return to my Shtetl Delatyn, about Willy Lindwer’s father Berl Nuchim (1992)
- The Wannsee Conference (1992)
- Married with a Star,  a Jewish Wedding in Amsterdam in 1942  (1991)
- Westerbork: Camp of Hope and Despair (1990)
- The Last Seven Months of Anne Frank (1988) International Emmy Award
- Marek Edelman, Last Hero of the Warsaw Ghetto Uprising (1987)
- The Pill Jungle (1985)  the essential drugs list for health care
- House Without Foundation, with James Mason, about Afghan refugees (1984)
- Between Kabary and Satellite, Communication in Madagascar (1984)
- The Breaking Chain, Environment in Senegal, Ghana, Burkina Faso, Ivory Coast (1983)
- I am Their Eye, Education in Botswana, Kalahari dessert, Okavango Delta (1981)
- Food for the Future, The Turkana and Boran tribes in Kenya (1980)
- Live-Life, Three Choreographers and a Ballet - Dutch National Ballet (1979)
- Amsterdam 700 Years, (1975)
- Dutch Police during the occupation of The Netherlands (1969/1970)